# Couvet
Couvet (toponimo francese) è una frazione di 2 755 abitanti del comune svizzero di Val-de-Travers (Canton Neuchâtel).

## Geografia fisica
Couvet si trova nella valle Val-de-Travers, alla confluenza dei fiumi Areuse e Sucre, a nord del lago di Neuchâtel.

## Storia

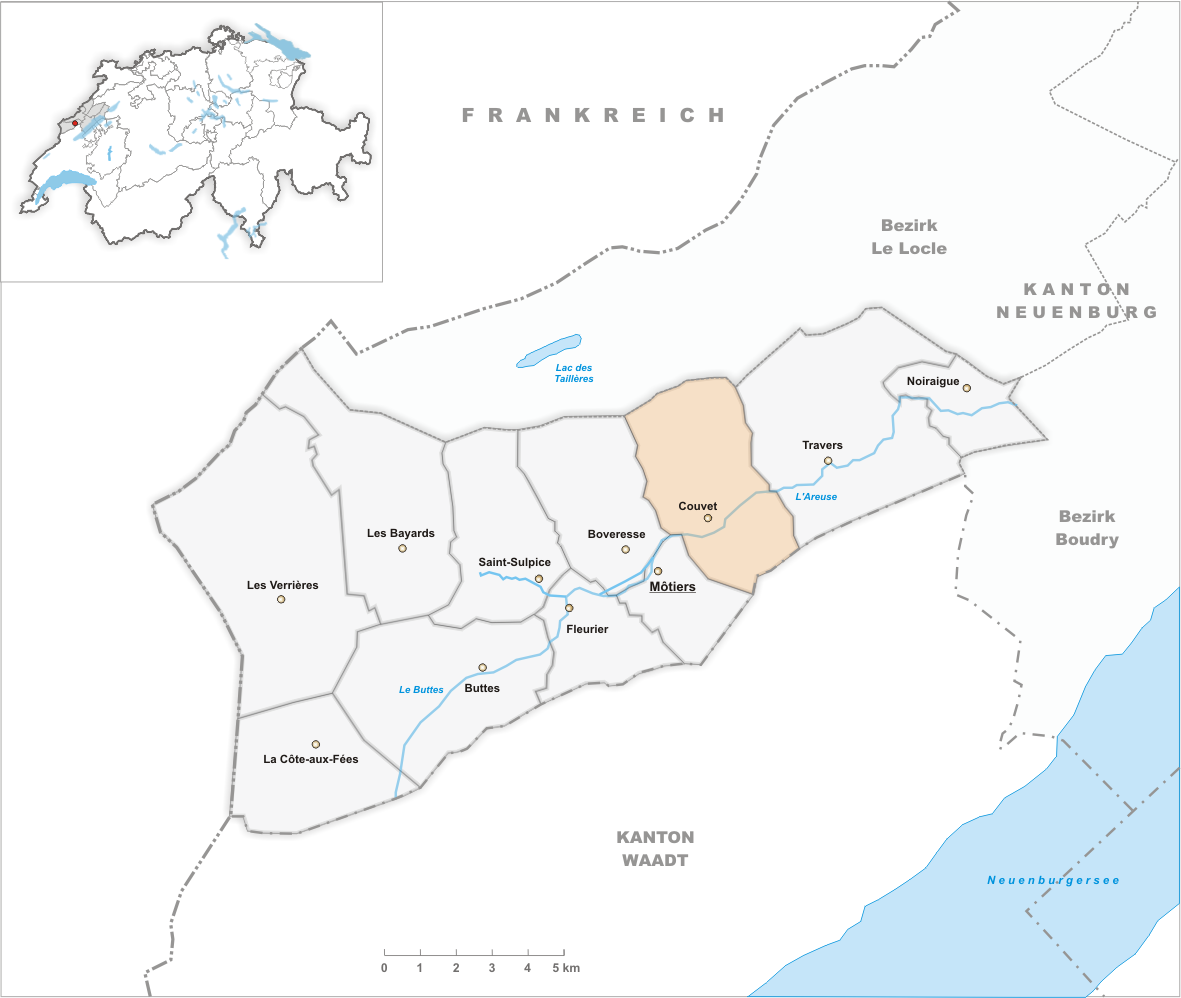
Il territorio del comune di Couvet prima degli accorpamenti comunali del 2009

Già comune autonomo che si estendeva per 16,41 km² e che comprendeva anche la frazione di Plancemont, in seguito all'esito favorevole del referendum del 17 giugno 2007 il 1º gennaio 2009 è stato aggregato agli altri comuni soppressi di Boveresse, Buttes, Fleurier, Les Bayards, Môtiers, Noiraigue, Saint-Sulpice e Travers per formare il nuovo comune di Val-de-Travers.

## Monumenti e luoghi d'interesse
- Chiesa parrocchiale riformata, eretta nel 1658[1];
- Cappella riformata indipendente, eretta nel 1876[1];
- Cappella cattolica, eretta nel 1943[1].

## Società

### Evoluzione demografica
L'evoluzione demografica è riportata nella seguente tabella:
Abitanti censiti

## Economia
L'economia locale si basa prevalentemente sui settori secondario (industria orologiera, distillerie di assenzio) e terziario.

## Infrastrutture e trasporti

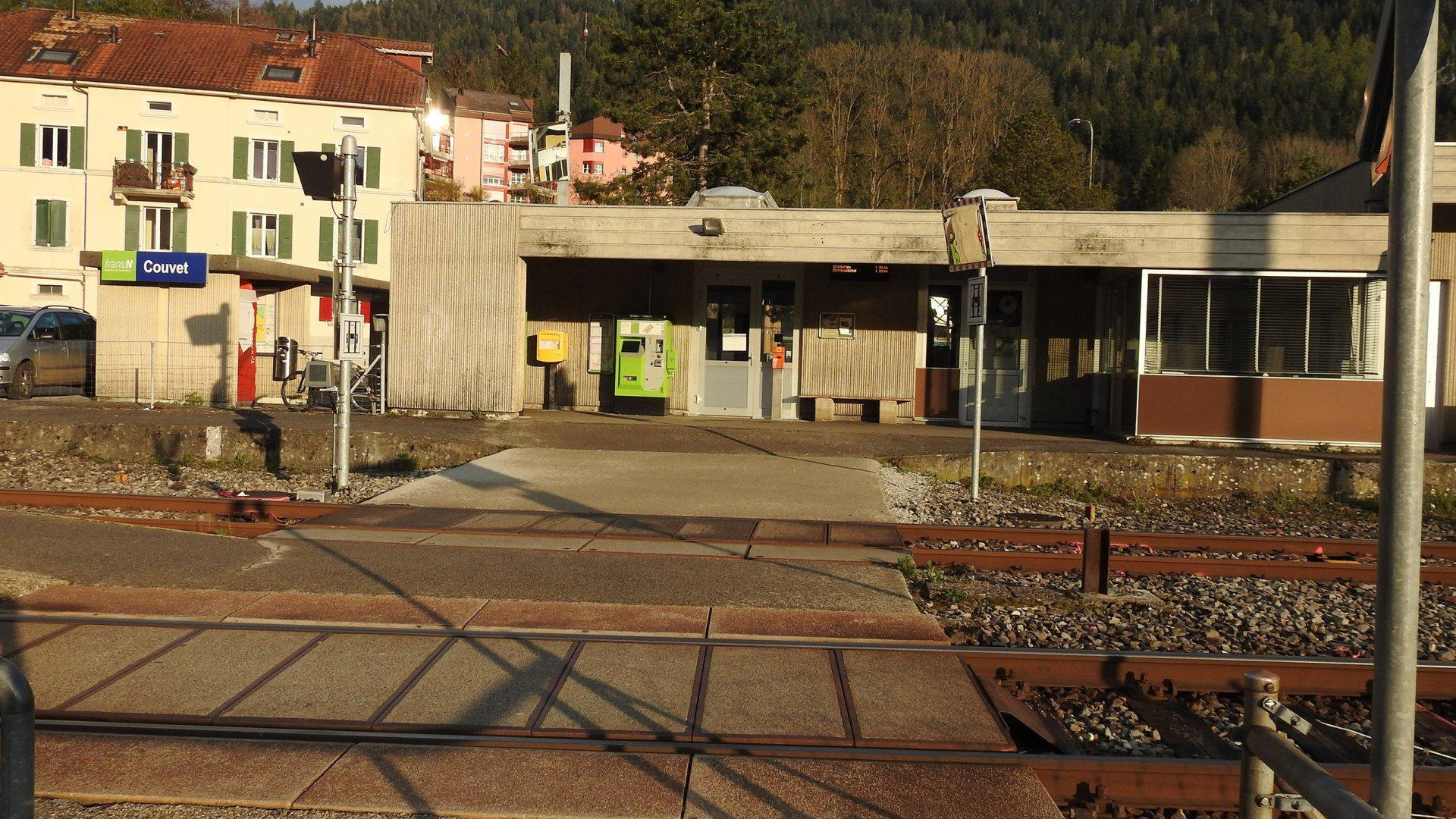
La stazione di Couvet

Couvet è servito dalla strada principale 10, dall'omonima stazione sulla ferrovia Travers-Fleurier-Buttes e da  quella di Couvet CFF sulla ferrovia Neuchâtel-Pontarlier.